# Weinkarte

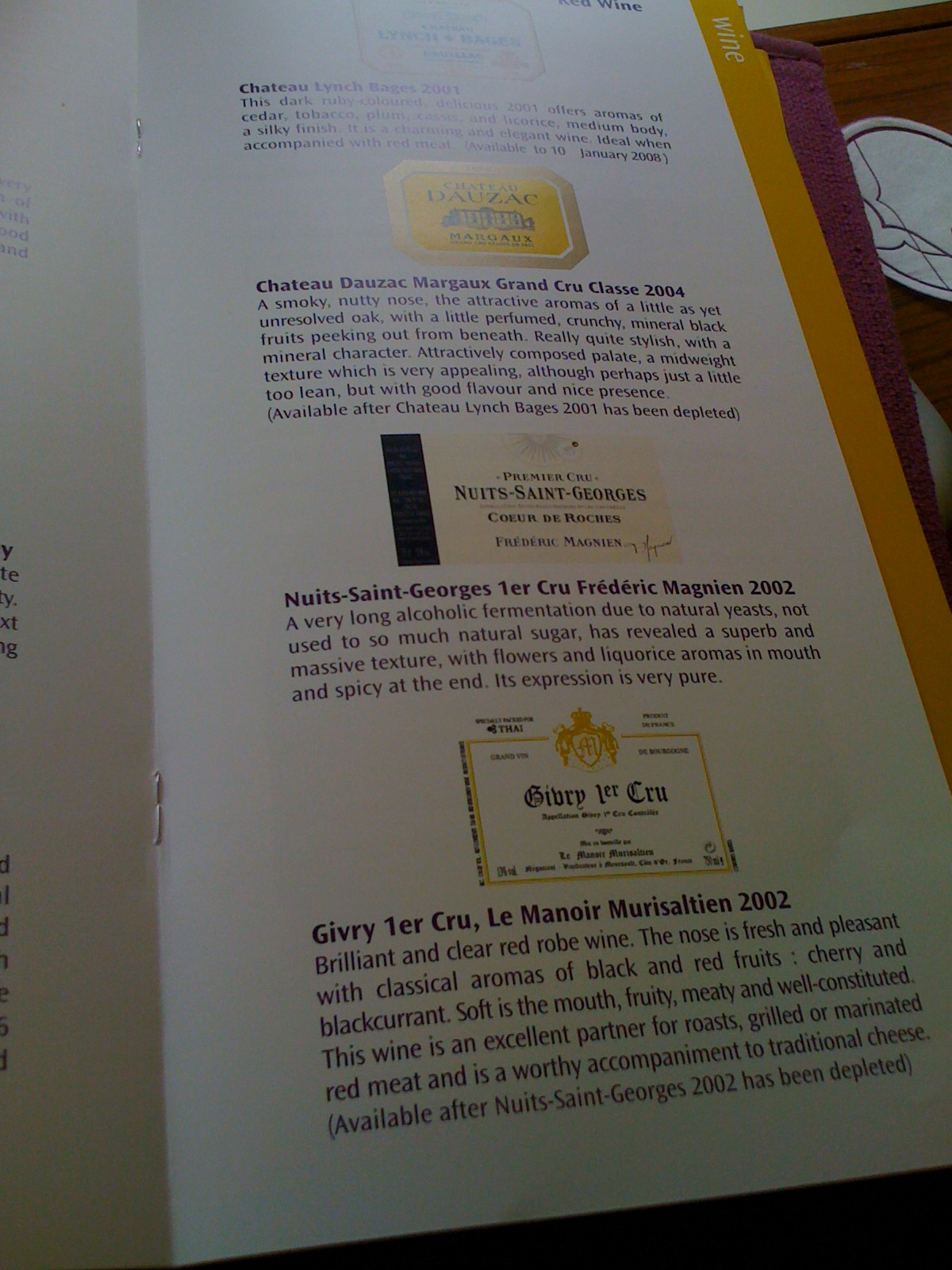
Weinkarte in Hongkong

Eine Weinkarte ist die Aufstellung der angebotenen Weine und Schaumweine im Bereich der Gastronomie zum Genuss am Ort durch den Gast. Sie findet Anwendung in Betrieben wie Restaurants, Bars, Weinstuben, Hotels, Vinotheken, im Getränke-Einzelhandel oder bei Winzern mit Ausschank und/oder Verkaufslizenz. Sortiment-Listen im Rahmen des reinen Wein-Handels werden gelegentlich auch als Weinkarte bezeichnet. Neben dem Preis können sich auch Beschreibungen wie Qualitätsstufe, Alkoholgehalt, Restsüße, Alter, Geschmack, Weingut, Winzer, nähere Angaben zum Prozess, Lage der Reben (Höhe, Gebiet und Boden), Auszeichnungen sowie Etikett und Abbildung des jeweiligen Weines in einer Weinkarte befinden. Weinkarten liegen im Weinhandel üblicherweise eigenständig vor. Im gastronomischen Bereich kann es Kombinationen mit Speise-, Getränke- und Karten mit anderen Angeboten geben.

## Geschichte

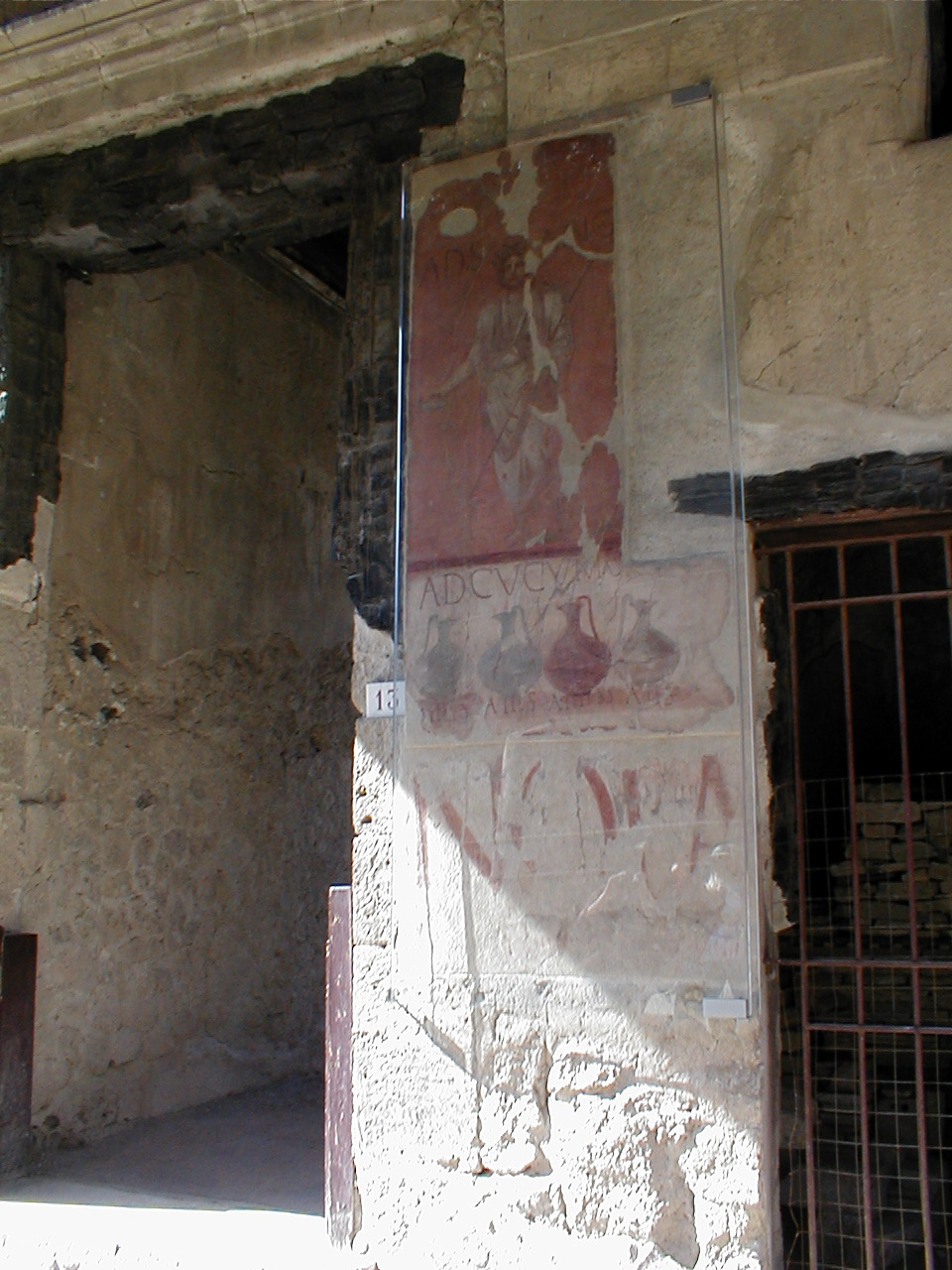
Antike Weinkarte in Herculaneum

Bereits in der Weinkultur des antiken Ägypten wurden auf Krügen Herkunft, Jahrgang und Winzer des Weins bezeichnet, ebenfalls sind von hier erste Wein-Listen überliefert, die aber der Verwaltung des Bestands dienten und nicht der Präsentation des Angebots. Der älteste Beleg für Weinkarten im eigentlichen Sinn findet sich im 1. Jahrhundert v. Chr. in der Kultur des antiken Rom: An der Wand einer Caupona in Herculaneum waren verschiedene Weine mit ihren Preisen aufgemalt. In der Taberna der Hedone in Pompeji fand sich ein Graffiti mit dem Weinangebot: Assibus (singulis) hic bibitur; dupundium si dederis, meliora bibes; qua(rtum) (assem) si dederis, vina Falerna bibes. („Für ein As kann man hier trinken; für einen Zweier trinkst du besser; für vier trinkst du Falerner-Wein.“)

## Zweck
Die Weinkarte hat den Zweck, die angebotenen Weine vorzustellen, ihren Geschmack zu beschreiben und so einen Überblick über das Angebot des Weinkellers zu geben. Die genaue Auflistung der Getränke und ihres Preises, auch auszugsweise am Eingang einer Gaststätte, ist in Deutschland gesetzlich vorgeschrieben (§ 13 Abs. 2 Satz 1 Preisangabenverordnung). Der Verkauf von Wein in Restaurants trägt in bedeutendem Maß zum Umsatz bei und ist ein wichtiger Teil des Angebots wie der möglichen Rentabilität.
In Restaurants dient die Weinkarte den Gästen insbesondere dazu, die passenden Weine zu ihren Speisen zu finden. Hier kann neben dem Kellner ein ausgebildeter Sommelier zum Angebot der Weinkarte beraten. In Weinwirtschaften oder -gütern übernimmt dies auch der Inhaber oder der Weinbauer selbst. Studien ergaben, dass die ansprechende Präsentation und Vorstellung des angebotenen Weins den Weingenuss in Restaurants erheblich steigern kann, dasselbe gilt für Verkostungsangebote und Vorschläge zur Kombination von Speisen und Wein.

## Inhalt und Aufbau
Als wichtige Eigenschaften einer Weinkarte wurden 2009 in Spanien von Wirten besonders Begriffe wie ‚einfach zu gebrauchen‘, ‚leicht zu ändern‘, ‚abwechslungsreich‘, ‚umfassend‘, ‚fachkundig‘, ‚fantasievoll‘ und ‚gezielt auswählend‘ genannt. Der häufigere Wechsel des Angebots gilt ebenfalls als Qualitätskriterium.
Die Einteilung der Weine richtet sich allgemein nach Farbe (Rot-, Rosé- und Weißwein), Geschmacksangabe, Rebsorte und Weinbauregion, gelegentlich auch der Qualitätsstufe. Das Angebot an Schaumweinen wird üblicherweise getrennt vom übrigen Wein präsentiert. Bei Karten regionaler Weine findet man auch die Gliederung nach Weingütern. Zur Verkaufsförderung werden auch andere Einteilungen wie nach den Speisen, zu denen die Weine getrunken werden können, oder nach preislichen Kategorien empfohlen.
Meist werden offene Weine (die im offenen Ausschank im Glas angeboten werden) und Flaschenweine (die nur in ganzen Flaschen angeboten werden) getrennt aufgelistet. Ein Grundangebot an offenen Weinen bzw. Schoppenweinen umfasst in der Regel mindestens je einen trockenen Wein jeder Farbe. In manchen Betrieben ersetzen kleinere Flaschengrößen (vgl. Pikkolo) das Angebot an offenen Weinen. 
In spezialisierten Gastronomiebetrieben sind Weinkarten teilweise sehr lang – es gibt Beispiele für Weinkarten mit mehreren tausend Positionen. Bei mehr als 100 Positionen wird die Weinkarte meist durch ein Inhaltsverzeichnis gegliedert.

## Gestaltung
Neben der ‚klassischen‘ Präsentation in Papierform, oft als Heft oder Buch, und der Anzeige auf Tafeln, besonders in Weinkellern, Weinlokalen, Heurigen oder Restaurants, bei der auf ein rasch wechselndes Angebot aufmerksam gemacht werden soll, gibt es seit Ende des 20. Jahrhunderts auch zunehmend Online-Weinkarten oder die Präsentation des Weinangebots auf elektronischen Geräten wie Tablets oder Bildschirmen. Auszüge aus der Weinkarte werden als Außenwerbung auch in Anschreibetafeln, Schaukästen oder Plakaten im öffentlichen Raum präsentiert.
Da die individuelle Erstellung der Weinkarte als Marketinginstrument dient, mit dem die Unternehmensidentität ausgedrückt wird, wird auf die Gestaltungskriterien gelegentlich gesonderter Wert gelegt. Kategorie und der Anspruch des Gastronomiebetriebs spiegeln sich in der Weinkarte wider. Dies zeigt sich als erster Eindruck in der Materialauswahl für die Karte. Die verschiedenen Umschlag- und Seitenmaterialien wie Karton, Papier, Plastik oder (Kunst-)Leder und das Corporate Design verstärken dies.

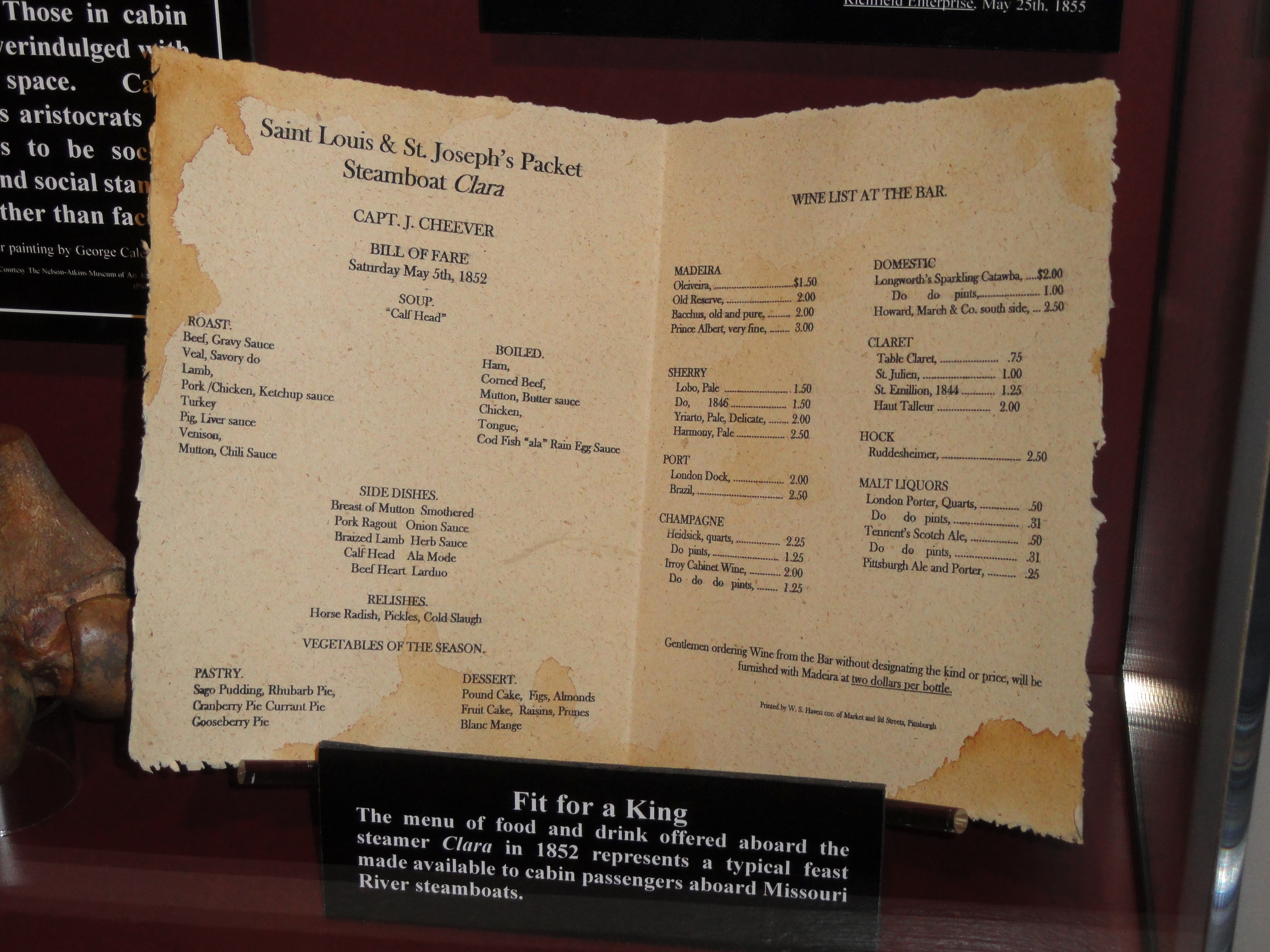
Weinkarte auf dem Schaufelraddampfer Clara, 1852
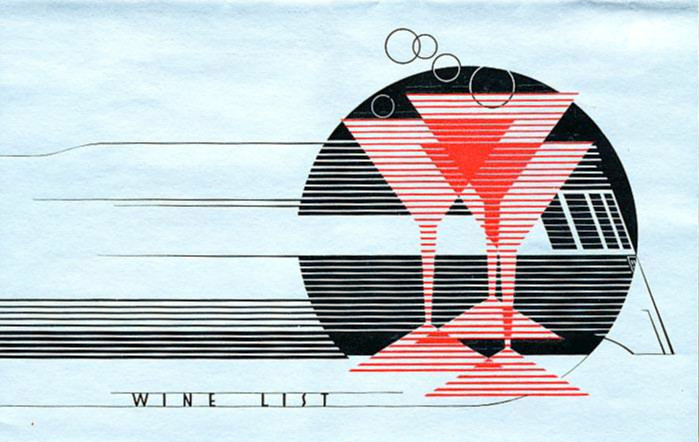
Weinkarte im Pioneer Zephyr, 1930er Jahre
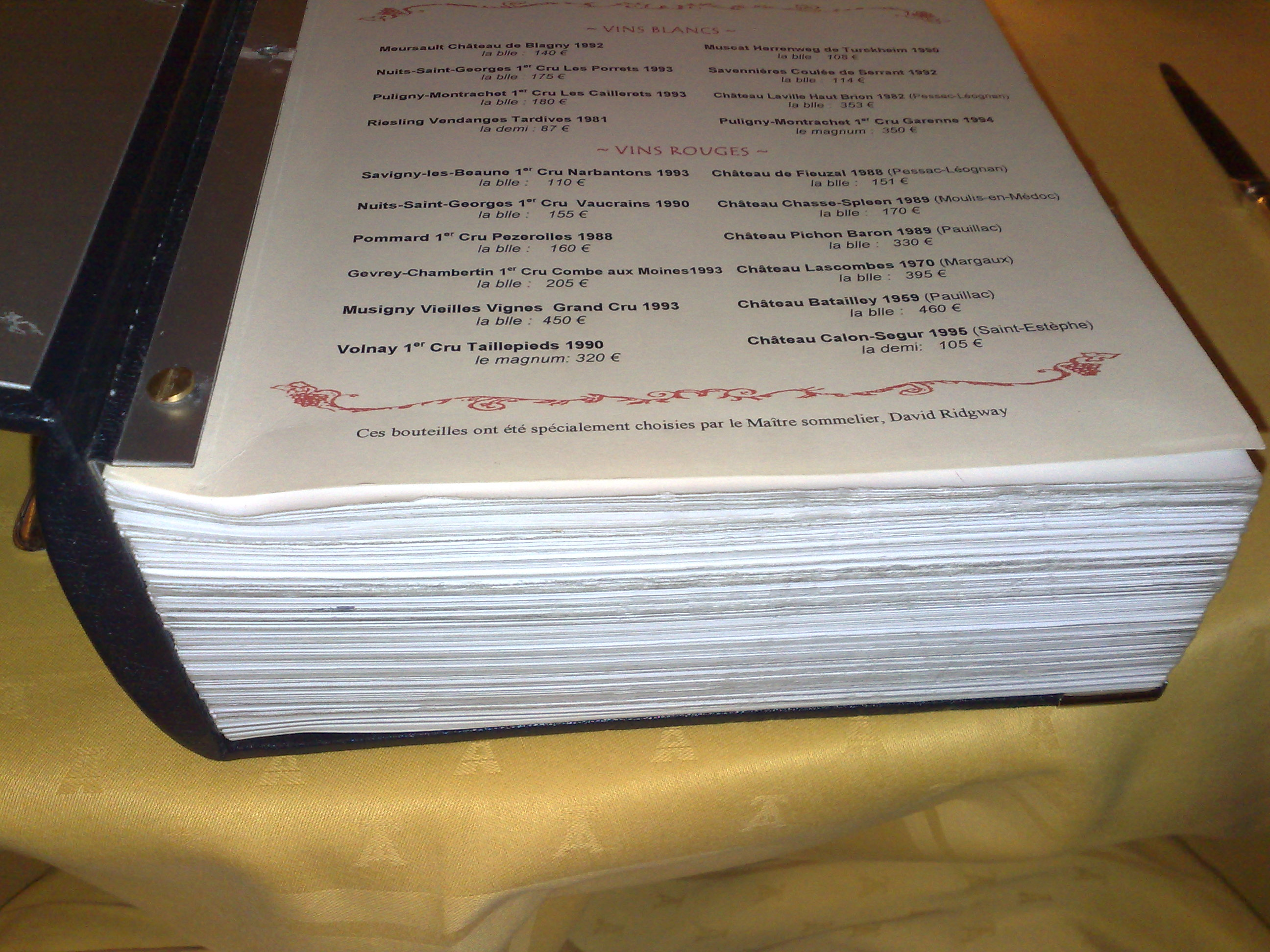
Weinkarte im Tour d’Argent, Paris 2008
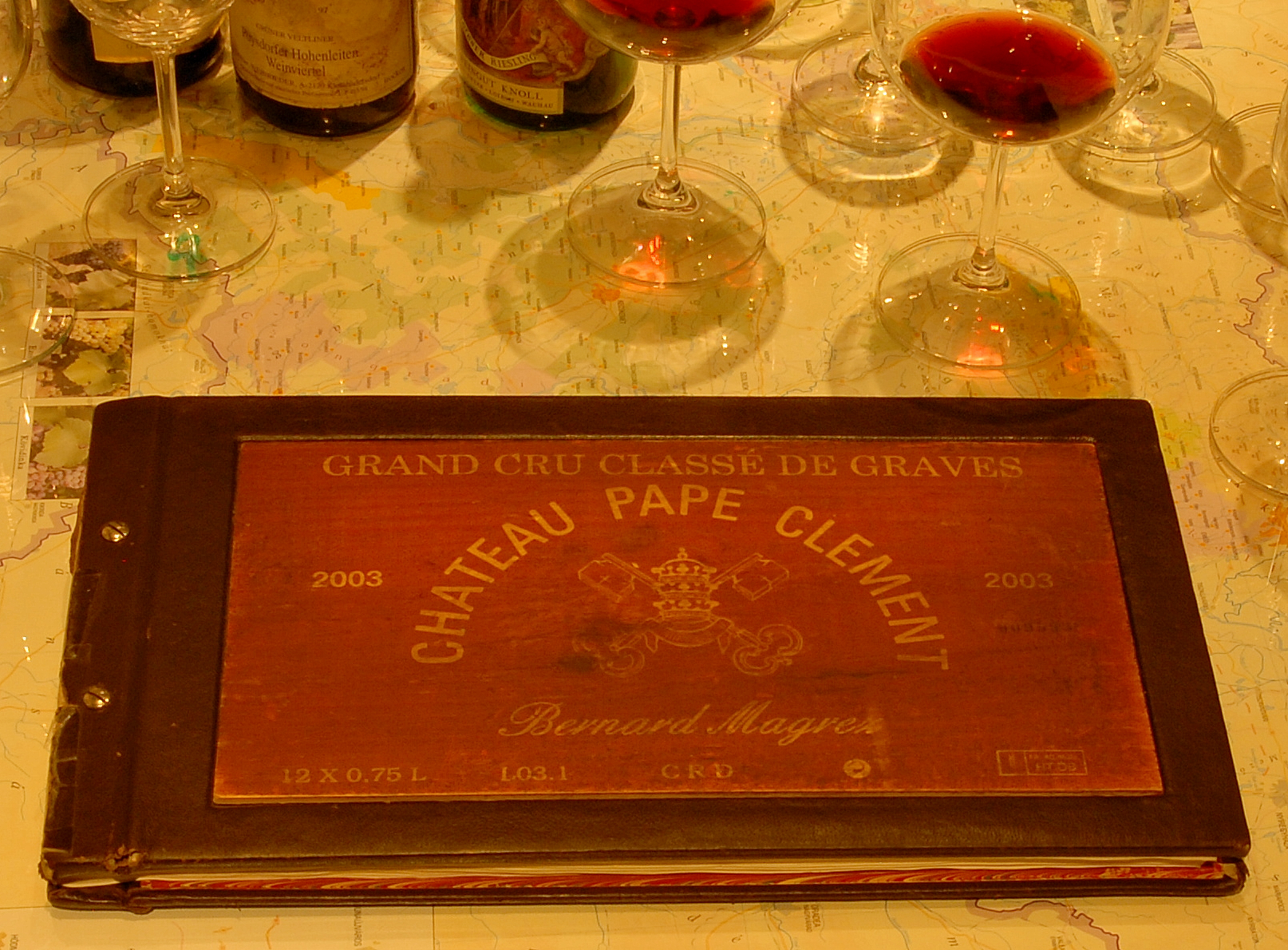
Weinkarte in einer Wiener Weinbar, 2014